# Solheim Cup
Der Solheim Cup ist ein Teamwettbewerb für weibliche Golfprofis, welcher nach dem Vorbild des Ryder Cup alle zwei Jahre zwischen den besten Proetten Europas und den USA ausgetragen wird.
Die Initiative zu dieser Veranstaltung ging vom US-amerikanischen Golfschläger-Fabrikanten Karsten Solheim aus. Wie auch beim Ryder Cup handelt es sich um ein Mannschaftsturnier der besten 12 Golferinnen beider Kontinente.

## Geschichte
Der erste Wettbewerb fand 1990 statt und wurde bis 2002 alle geraden Jahre – mit wechselnden Veranstaltungsorten – ausgetragen. Nach der Umstellung des Ryder-Cup-Kalenders wechselte der Solheim Cup ab 2003 auf ungerade Jahre, um Terminüberschneidungen zu vermeiden. Nachdem der Ryder-Cup 2020 wegen COVID-19 erst 2021 ausgetragen wurde, werden die Wettbewerbe des Solheim Cup ab 2024 wieder in geraden Jahren ausgetragen.
Im Wechsel wurde das Turnier in den USA und in Europa ausgetragen. Momentan sind bereits 18 Solheim Cup gespielt worden. Die USA sind noch immer Rekordhalter mit 10 Siegen, gegenüber Europa mit 7 Siegen und einem Unentschieden, bei dem die europäische Mannschaft den Cup verteidigte. Im Jahr 2013 feierte die europäische Mannschaft den ersten Sieg auf amerikanischem Boden und konnte außerdem zum ersten Mal ihren Sieg verteidigen.

## Spielmodus
Der Austragungsmodus hat sich über die Jahre ein wenig verändert. Erst ab dem Jahr 1996 starteten aus beiden Kontinenten jeweils 12 Spielerinnen – 1990 waren es 8, 1992 und 1994 jeweils 10 Spielerinnen.
Der Spielmodus gleicht seit 1996 exakt dem Ryder Cup Format. Innerhalb eines dreitägigen Lochspielwettkampfes werden 28 Partien ausgespielt.
Die ersten beiden Tage des Wettbewerbs beinhalten zwei Spielzessionen, mit insgesamt acht klassischen Vierern und acht Vierball-Bestball Begegnungen. Am Finaltag werden 12 Einzel-Lochwettspiele ausgetragen.
Bei dem klassischen Vierer Format spielen zwei Teammitglieder abwechselnd einen Ball, bis dieser im Loch ist. Im Gegensatz dazu stehen die Vierball-Bestball Partien, bei denen jede Spielerin ihren eigenen Ball spielt. Am Ende des Loches wird dann das bessere Ergebnis der beiden Teamkolleginnen gewertet. Für die Einzellochwettspiele, spielen jeweils eine Amerikanerin gegen eine Europäerin. Jede Spielerin spielt ihren eigenen Ball für diese Runde und erzielt ihr eigenes Ergebnis.
Das Gesamtergebnis basiert auf einem Punktesystem, bei dem insgesamt 28 Punkte an drei Turniertagen vergeben werden. Eine gewonnene Begegnung wird mit einem ganzen Punkt ausgezeichnet, jede Partie, die nach 18 Loch unentschieden steht, wird mit einem halben Punkt für beide Mannschaften belohnt. Der amtierende Solheim Cup Champion benötigt insgesamt 14 Punkte, um den Pokal zu behalten, während das andere Team 14,5 Punkte benötigt, um den Wettbewerb zu gewinnen.

## Qualifikationskriterien
Die jeweils 12 Teilnehmerinnen werden wie folgt ausgewählt:
Die Qualifikation für das US-Team erfolgt über ein Punktesystem, welches die Ergebnisse der LPGA Turniere über zwei Jahre beinhaltet. Die besten zehn Spielerinnen aus diesem Ranking qualifizieren sich für das Team. Die letzten beiden Plätze werden durch Wildcards vergeben, die durch die Kapitänin des Teams USA vergeben werden. Diese werden Captain’s Picks genannt.
Die Qualifikation für das europäische Team erfolgt über zwei verschiedene Ranglisten, durch die jeweils vier der zwölf Plätze im Kader vergeben werden.
Zum einen gibt es das „LET Points Ranking“, welches sich aus den Ergebnissen der Spielerinnen bei den Ladies-European-Tour-Turnieren ergeben. Die besten vier Spielerinnen dieses Rankings haben einen Platz im Team sicher. Zum anderen qualifizieren sich die vier Spielerinnen, die im Qualifikationszeitraum die meisten Weltranglistenpunkte gesammelt haben und noch nicht bereits durch das Solheim Cup Punkte Ranking qualifiziert sind. Die letzten vier Plätze im europäischen Solheim Cup Team werden per Wildcards (Captain's Picks) vergeben, die durch die Kapitänin des Teams vergeben werden.

## Resultate
| Jahr | Austragungsort                                                    | Gewinner | Endergebnis | Kapitänin USA   | Kapitänin Europa  |
| ---- | ----------------------------------------------------------------- | -------- | ----------- | --------------- | ----------------- |
| 1990 | Lake Nona Golf & Country Club, Florida, USA                       | USA      | 11½–4½      | Kathy Whitworth | Mickey Walker     |
| 1992 | Dalmahoy Country Club, Schottland                                 | Europa   | 11½–6½      | Kathy Whitworth | Mickey Walker     |
| 1994 | The Greenbrier, West Virginia, USA                                | USA      | 13–7        | JoAnne Carner   | Mickey Walker     |
| 1996 | St Pierre Golf & Country Club, Wales                              | USA      | 17–11       | Judy Rankin     | Mickey Walker     |
| 1998 | Muirfield Village, Ohio, USA                                      | USA      | 16–12       | Judy Rankin     | Pia Nilsson       |
| 2000 | Loch Lomond Golf Club, Schottland                                 | Europa   | 14½–11½     | Pat Bradley     | Dale Reid         |
| 2002 | Interlachen Country Club, Minnesota, USA                          | USA      | 15½–12½     | Patty Sheehan   | Dale Reid         |
| 2003 | Barsebäck Golf & Country Club, Schweden                           | Europa   | 17½–10½     | Patty Sheehan   | Catrin Nilsmark   |
| 2005 | Crooked Stick Golf Club, Indiana, USA                             | USA      | 15½–12½     | Nancy Lopez     | Catrin Nilsmark   |
| 2007 | Halmstad GK, Schweden                                             | USA      | 16–12       | Betsy King      | Helen Alfredsson  |
| 2009 | Rich Harvest Farms, Illinois, USA                                 | USA      | 16–12       | Beth Daniel     | Alison Nicholas   |
| 2011 | Killeen Castle Golf Resort, Irland                                | Europa   | 15–13       | Rosie Jones     | Alison Nicholas   |
| 2013 | Colorado Golf Club, Colorado, USA                                 | Europa   | 18–10       | Meg Mallon      | Liselotte Neumann |
| 2015 | Golf Club St. Leon-Rot (St. Leon Kurs), St. Leon-Rot, Deutschland | USA      | 14½–13½     | Juli Inkster    | Carin Koch        |
| 2017 | Des Moines Golf and Country Club (Composite Course #1), Iowa, USA | USA      | 16½–11½     | Juli Inkster    | Annika Sörenstam  |
| 2019 | Gleneagles (PGA Centenary Course), Schottland                     | Europa   | 14½–13½     | Juli Inkster    | Catriona Matthew  |
| 2021 | Inverness Club, Ohio, USA                                         | Europa   | 15–13       | Pat Hurst       | Catriona Matthew  |
| 2023 | Finca Cortesin, Malaga, Spanien                                   | Europa   | 14–14       | Stacy Lewis     | Suzann Pettersen  |
| 2024 | Robert Trent Jones Golf Club, Virginia, USA                       | USA      | 15½–12½     | Stacy Lewis     | Suzann Pettersen  |

## Statistik
Die US-amerikanische Mannschaft hat von bisher 19 Austragungen 11 gewonnen, europäische Teams gewannen 8 Partien;
| Jahr      | Team | Team   | Stand  | Punkte    |
| --------- | ---- | ------ | ------ | --------- |
| seit 1990 | USA  | Europa | 11-1-7 | 246 – 226 |

Stand: Sieg-Unentschieden-Niederlage

## Zukünftige Austragungsorte
| Jahr | Club, Kurs         | Ort                                   | Kapitänin USA | Kapitänin EUR |
| ---- | ------------------ | ------------------------------------- | ------------- | ------------- |
| 2026 | Bernardus Golf     | Cromvoirt, Noord-Brabant, Niederlande |               |               |
| 2028 | Valhalla Golf Club | Louisville, Kentucky                  |               |               |

## Rekorde
Quelle: 
Die meisten gespielten Solheim Cup Events (von 13)
| Laura Davies (EUR) | 12 |

Die meisten gespielten Wettkämpfe (von 58)
| Laura Davies (EUR)     | 46 |
| Annika Sorenstam (EUR) | 37 |
| Juli Inkster (USA)     | 34 |
| Sophie Gustafson (EUR) | 31 |
| Meg Mallon (USA)       | 29 |

Die meisten gewonnenen Wettkämpfe
| Annika Sorenstam (EUR)                                   | 22 |
| Laura Davies (EUR)                                       | 22 |
| Juli Inkster (USA)                                       | 15 |
| Suzann Pettersen (EUR)                                   | 14 |
| Dottie Pepper & Meg Mallon (USA), Sophie Gustafson (EUR) | 13 |

Die meisten erzielten Punkte
| Laura Davies (EUR)                                             | 25 Punkte  |
| Annika Sorenstam (EUR)                                         | 24 Punkte  |
| Juli Inkster (USA)                                             | 18½ Punkte |
| Suzann Pettersen (EUR)                                         | 17 Punkte  |
| Meg Mallon (USA)                                               | 16½ Punkte |
| Sophie Gustafson (EUR), Catriona Matthew (EUR)                 | 16 Punkte  |
| Paula Creamer (USA)                                            | 14½ Punkte |
| Dottie Pepper (USA), Cristie Kerr (USA)                        | 14 Punkte  |
| Beth Daniel (USA)                                              | 13½ Punkte |
| Helen Alfredsson (EUR), Rosie Jones (USA), Kelly Robbins (USA) | 12 Punkte  |